# TB (Maryland)
TB és una comunitat no incorporada al Comtat de Prince George's, a l'estat nord-americà de Maryland, prop de la intersecció de les carreteres MD 5 i US 301. El 1860 s'hi establí una oficina de correus anomenada TB que estigué en funcionament fins al 1914. Alguns diuen que la comunitat rep el nom de Thomas Brooke, un dels primers colons, mentre que altres creuen que els socis William Townshend i Mr. Brooke van gravar cadascun la seva darrera inicial en pedra al lloc original de la localitat. TB s'ha destacat pel seu topònim inusualment curt.